# Stora Insyningen
Stora Insyningen är en sjö i Marks kommun i Västergötland och ingår i Viskans huvudavrinningsområde.